# Bernard Anício Caldeira Duarte
Bernard Anício Caldeira Duarte (Belo Horizonte, 8 september 1992) is een Braziliaans voetballer die doorgaans als aanvallende middenvelder speelt. Hij tekende in augustus 2018 een contract tot medio 2022 bij Everton, dat hem transfervrij inlijfde na het aflopen van zijn verbintenis bij Sjachtar Donetsk. Bernard debuteerde in 2012 in het Braziliaans voetbalelftal.

## Clubcarrière

### Atlético Mineiro
Bernard werd in 2006 opgenomen in de jeugdopleiding van Atlético Mineiro terecht. Vier jaar later werd hij uitgeleend aan Democrata FC. Daar maakte hij veertien doelpunten in zestien wedstrijden. Vervolgens keerde hij terug naar Atlético Mineiro, waar hij in het eerste elftal terechtkwam. Bernard maakte op 23 maart 2011 zijn debuut voor Atlético tegen Uberaba (1–1), toen hij als rechtsback moest spelen door personele problemen.
Bernard maakte op 21 mei 2011 zijn debuut voor Atlético Mineiro in de Braziliaanse Atlético Mineiro, tegen Atlético Paranaense (3–0 winst). Hij maakte op 29 januari 2012 zijn eerste doelpunt, tegen Boa Esporte (2–0 winst). In december 2012 werd een bod van bijna acht miljoen euro van Spartak Moskou afgewezen. Bernard speelde in 2,5 meer dan zestig wedstrijden voor Atlético Mineiro in de Série A en maakte in die periode twaalf doelpunten. Hij won in zijn laatste seizoen bij de club de Copa Libertadores 2013. Zijn ploeggenoten en hij hadden zich geplaatst voor dit toernooi door een tweede plaats in seizoen 2012 van de Série A.

### Sjachtar Donetsk
Bernard verruilde Atlético Mineiro in augustus 2013 voor Sjachtar Donetsk. Hij tekende hier een contract voor vijf seizoenen. Zijn debuut voor zijn nieuwe club maakte hij op 31 augustus 2013, toen met 1–1 gelijkgespeeld werd tegen Metalist Charkov en Bernard in de tweede helft in mocht vallen voor Douglas Costa. Zijn eerste doelpunt maakte hij op 26 oktober, tijdens een 4–0 overwinning op Zorja Loehansk. Sjachtar Donetsk domineerde in die periode de Oekraïense competitie. Bernard maakte in die periode deel uit van een ploeg die drie keer het landskampioenschap, drie keer de nationale beker en drie keer de supercup won. Dit deed hij samen met een aanzienlijk aantal landgenoten, zoals Wellington Nem, Fred, Luiz Adriano, Fernando, Douglas Costa, Taison, Alex Teixeira, Ismaily, Ilsinho, Dentinho, Marlos en Alan Patrick.

### Everton
Bernard tekende in augustus 2018 een contract tot medio 2022 bij Everton. Dat lijfde hem transfervrij in na het aflopen van zijn verbintenis bij Sjachtar Donetsk.

## Clubstatistieken
| Seizoen | Club             | Competitie          | Competitie | Competitie | Beker | Beker | Internationaal | Internationaal | Totaal | Totaal |
| Seizoen | Club             | Competitie          | Wed.       | Dlp.       | Wed.  | Dlp.  | Wed.           | Dlp.           | Wed.   | Dlp.   |
| ------- | ---------------- | ------------------- | ---------- | ---------- | ----- | ----- | -------------- | -------------- | ------ | ------ |
| 2010    | Democrata FC     | Staatskampioenschap | 16         | 14         | —     | —     | —              | —              | 16     | 14     |
| 2011    | Atlético Mineiro | Série A             | 27         | 0          | 1     | 0     | —              | —              | 28     | 0      |
| 2012    | Atlético Mineiro | Série A             | 45         | 15         | 2     | 0     | —              | —              | 47     | 15     |
| 2013    | Atlético Mineiro | Série A             | 14         | 3          | —     | —     | 11             | 4              | 25     | 7      |
| 2013/14 | Sjachtar Donetsk | Vysjtsja Liha       | 18         | 2          | 3     | 1     | 8              | 0              | 29     | 3      |
| 2014/15 | Sjachtar Donetsk | Vysjtsja Liha       | 14         | 0          | 4     | 2     | 5              | 0              | 23     | 2      |
| 2015/16 | Sjachtar Donetsk | Vysjtsja Liha       | 21         | 2          | 4     | 3     | 13             | 0              | 38     | 5      |
| 2016/17 | Sjachtar Donetsk | Vysjtsja Liha       | 24         | 4          | 3     | 0     | 9              | 3              | 36     | 7      |
| 2017/18 | Sjachtar Donetsk | Vysjtsja Liha       | 19         | 6          | 1     | 1     | 8              | 3              | 28     | 10     |
| 2018/19 | Everton          | Premier League      | 34         | 1          | 2     | 1     | —              | —              | 36     | 2      |
| 2019/20 | Everton          | Premier League      | 16         | 3          | 3     | 0     | —              | —              | 19     | 3      |
| Totaal  | Totaal           | Totaal              | 248        | 50         | 23    | 8     | 54             | 10             | 325    | 68     |

Bijgewerkt op 9 februari 2020

## Interlandcarrière
Bernard debuteerde op 22 november 2012 onder bondscoach Mano Menezes in het Braziliaans voetbalelftal. Hij viel toen in de 74e minuut in voor Lucas Marques in een met 2–1 verloren oefeninterland in en tegen Argentinië. Bondscoach Luiz Felipe Scolari selecteerde hem het jaar daarna voor de Confederations Cup 2013. Hij kwam tijdens dit toernooi twee keer in actie. Hij viel in de laatste groepswedstrijd tegen Italië in de 69e minuut in voor de trefzekere Neymar en in de halve finale in de 64e minuut voor Hulk. Bernard zag vanaf de bank hoe zijn ploeggenoten de finale wonnen door Spanje met 3–0 te verslaan.
Bernard maakte op 17 november 2013 zijn eerste interlanddoelpunt. Hij schoot Brazilië toen op 0–1 in een met 0–5 gewonnen oefeninterland tegen Honduras. Bernard behoorde ook tot de selectie van Scolari voor het WK 2014 in eigen land. Tijdens dit toernooi was hij invaller in de openingswedstrijd van het toernooi tegen Kroatië (3–1 winst) en ook in de groepswedstrijd tegen Mexico. De met 1–7 verloren halve finale tegen Duitsland speelde hij helemaal.
| Interlands van Bernard voor Brazilië | Interlands van Bernard voor Brazilië | Interlands van Bernard voor Brazilië | Interlands van Bernard voor Brazilië | Interlands van Bernard voor Brazilië | Interlands van Bernard voor Brazilië |
| №                                    | Datum                                | Wedstrijd                            | Uitslag                              | Competitie                           | Goals                                |
| Als speler van Atlético Mineiro      | Als speler van Atlético Mineiro      | Als speler van Atlético Mineiro      | Als speler van Atlético Mineiro      | Als speler van Atlético Mineiro      | Als speler van Atlético Mineiro      |
| ------------------------------------ | ------------------------------------ | ------------------------------------ | ------------------------------------ | ------------------------------------ | ------------------------------------ |
| 1                                    | 21 november 2012                     | Argentinië – Brazilië                | 2 – 1                                | Vriendschappelijk                    | 0                                    |
| 2                                    | 2 juni 2013                          | Brazilië – Engeland                  | 2 – 2                                | Vriendschappelijk                    | 0                                    |
| 3                                    | 9 juni 2013                          | Brazilië – Frankrijk                 | 3 – 0                                | Vriendschappelijk                    | 0                                    |
| 4                                    | 22 juni 2013                         | Italië – Brazilië                    | 2 – 4                                | Confederations Cup                   | 0                                    |
| 5                                    | 26 juni 2013                         | Brazilië – Uruguay                   | 2 – 1                                | Confederations Cup                   | 0                                    |
| Als speler van Sjachtar Donetsk      |                                      |                                      |                                      |                                      |                                      |
| 6                                    | 7 september 2013                     | Brazilië – Australië                 | 6 – 0                                | Vriendschappelijk                    | 0                                    |
| 7                                    | 11 september 2013                    | Brazilië – Portugal                  | 3 – 1                                | Vriendschappelijk                    | 0                                    |
| 8                                    | 12 oktober 2013                      | Zuid-Korea – Brazilië                | 0 – 2                                | Vriendschappelijk                    | 0                                    |
| 9                                    | 15 oktober 2013                      | Brazilië – Zambia                    | 2 – 0                                | Vriendschappelijk                    | 0                                    |
| 10                                   | 17 november 2013                     | Honduras – Brazilië                  | 0 – 5                                | Vriendschappelijk                    | 1                                    |
| 11                                   | 6 juni 2014                          | Brazilië – Servië                    | 1 – 0                                | Vriendschappelijk                    | 0                                    |
| 12.                                  | 12 juni 2014                         | Brazilië – Kroatië                   | 3 – 1                                | WK 2014                              | 0                                    |
| 13.                                  | 17 juni 2014                         | Brazilië – Mexico                    | 0 – 0                                | WK 2014                              | 0                                    |
| 14.                                  | 8 juli 2014                          | Brazilië – Duitsland                 | 1 – 7                                | WK 2014                              | 0                                    |

Bijgewerkt op 11 juni 2016.

## Erelijst
| Competitie              |                  |                           |                  |                  |
| Competitie              | Aantal           | Jaren                     |                  |                  |
| Atlético Mineiro        | Atlético Mineiro | Atlético Mineiro          | Atlético Mineiro | Atlético Mineiro |
| ----------------------- | ---------------- | ------------------------- | ---------------- | ---------------- |
| Copa Libertadores       | 1x               | 2013                      |                  |                  |
| Sjachtar Donetsk        |                  |                           |                  |                  |
| Kampioen Vysjtsja Liha  | 3x               | 2013/14, 2016/17, 2017/18 |                  |                  |
| Beker van Oekraïne      | 3x               | 2015/16, 2016/17, 2017/18 |                  |                  |
| Oekraïense supercup     | 3x               | 2014, 2015, 2017          |                  |                  |
| Brazilië                |                  |                           |                  |                  |
| FIFA Confederations Cup | 1x               | 2013                      |                  |                  |

1 Pickford ·
2 Patterson ·
5 Keane ·
6 Tarkowski ·
7 McNeil ·
8 Mangala ·
9 Calvert-Lewin ·
10 Ndiaye ·
11 Harrison ·
12 Virgínia ·
14 Beto ·
14 O'Brien ·
16 Doucouré ·
17 Chermiti ·
18 Young ·
19 Mykolenko ·
22 Broja ·
23 Coleman  ·
27 Gueye ·
29 Lindstrøm ·
31 Begović ·
32 Branthwaite ·
37 Garner ·
42 Iroegbunam ·
75 Dixon ·
Coach: Dyche
· Assistent-coach: Stone
· Assistent-coach: Woan
· Keeperstrainer: Kelly
1 Jefferson ·
2 Dani Alves ·
3 Thiago Silva  ·
4 David Luiz ·
5 Fernando ·
6 Marcelo ·
7 Leiva ·
8 Hernanes ·
9 Fred ·
10 Neymar ·
11 Oscar ·
12 Júlio César ·
13 Dante Bonfim ·
14 Filipe Luís ·
15 Jean ·
16 Réver ·
17 Luiz Gustavo ·
18 Paulinho ·
19 Hulk ·
20 Bernard ·
21 Jô ·
22 Diego Cavalieri ·
23 Jádson ·
Coach: Scolari
1 Jefferson ·
2 Dani Alves ·
3 Thiago Silva  ·
4 David Luiz ·
5 Fernandinho ·
6 Marcelo ·
7 Hulk ·
8 Paulinho ·
9 Fred ·
10 Neymar ·
11 Oscar ·
12 Júlio César ·
13 Dante Bonfim ·
14 Maxwell ·
15 Henrique ·
16 Ramires ·
17 Luiz Gustavo ·
18 Hernanes ·
19 Willian ·
20 Bernard ·
21 Jô ·
22 Victor ·
23 Maicon ·
Coach: Scolari